# بلیژیوو
بلیژیوو (به چکی: Blížejov) یک منطقهٔ مسکونی در جمهوری چک است که در ناحیه دوماژلیتسه واقع شده‌است. بلیژیوو ۲۴٫۹۴ کیلومتر مربع مساحت و ۱٬۲۰۳ نفر جمعیت دارد و ۳۸۳ متر بالاتر از سطح دریا واقع شده‌است.